# Берковци (Моравске Топлице)
Берковци (словен. Berkovci, мађ. Berkeháza) су насељено место у општини Моравске Топлице, Помурска регија, Словенија.

## Историја
До територијалне реорганизације у Словенији били су у саставу старе општине Мурска Собота.

## Становништво
У попису становништва из 2011. године, Берковци су имали 49 становника.
| Број становника према пописима | Број становника према пописима | Број становника према пописима |
| ------------------------------ | ------------------------------ | ------------------------------ |
| 1991                           | 2002                           | 2011                           |
| 63                             | 55                             | 49                             |

Напомена: До 1955. исказивано под именом Берковци, а од 1955. до 1990-их година Берковци при Просењаковцих, када му је враћено старо име. У попису из 1991. године исказивано под именом Берковци при Просењаковцих, а 2002. под именом Берковци.